# Штарк, Маркс Борисович
Маркс Борисович Штарк (также Марк; род. 21 октября 1930 года, Одесса, УССР) — советский и российский учёный, специалист в области электрофизиологии, академик РАМН (1999), академик РАН (2013).

## Биография
Родился 21 октября 1930 года в Одессе.
В 1954 году окончил Новосибирский государственный медицинский институт.
С 1954 по 1959 годы — заведующий неврологическим отделением и кабинетом энцефалографии областной психиатрической больницы (г. Пермь).
В 1959 году защитил диссертацию на тему «Афферентные системы чревных нервов» с присвоением степени кандидата медицинских наук.
С 1959 по 1966 годы — руководитель отдела электрофизиологии Одесского научно-исследовательского психоневрологического института.
В 1966 году защитил диссертацию на тему «Биоэлектрические и цитохимические применения в головном мозге зимнеспящих», с присвоением степени доктора биологических наук.
С 1966 по 1986 годы — руководитель отдела комплексных исследований нейронных систем Института автоматики и электрометрии СО АН СССР (г. Новосибирск).
С 1986 по 1992 годы — руководитель отдела медицинской и биологической кибернетики.
С 1992 по 1998 годы — директор Института медицинской и биологической кибернетики СО РАМН.
С 1998 года по настоящее время — заместитель директора по научной работе НИИ молекулярной биологии и биофизики СО РАМН, главный научный сотрудник.
В 1988 году избран членом-корреспондентом АМН СССР.
В 1999 году избран академиком РАМН.
В 2013 году стал академиком РАН (в рамках присоединения РАМН и РАСХН к РАН).

## Общественная позиция
В феврале 2022 года подписал открытое письмо российских учёных и научных журналистов с осуждением вторжения России на Украину и призывом вывести российские войска с украинской территории.

## Научная деятельность
Специалист в области электрофизиологии, медицинской электроники и информатики.
Исследуя физиологическую функцию белков-антигенов мозга, используя сочетание нейрофизиологических и иммунохимических технологий, выделил биологически активные низкомолекулярные белки и пептиды, которые выполняют регуляторную роль в деятельности мозга. Позднее эти «продукты» были названы «антаболонами» и теперь широко используются в качестве лекарственных средств. Этот период в деятельности учёного продолжается до сих пор, пиком его является идея использования малых доз антител к мозгоспецифическим белкам в качестве нейротропных препаратов. Одним из наиболее эффективных оказался «Пропротен-100» — антитела к антигену S-100, обладающий сильными антидепрессивными и противотревожными свойствами, сопоставимыми по эффективности с широко распространёнными психоактивными лекарствами — амитриптиллином, феназепамом, сертралином. Изучение фундаментальных свойств «Пропротена-100» продолжается, при этом используются все современные биофизические и иммунофизиологические методы исследования.
Вторая линия исследований — нейрокибернетическая — привела к организации нескольких лабораторий экспериментального и клинического характера, занимающихся теорией и практикой биоуправления, технологии, опирающейся на механизмы саморегуляции функций. Системы биоуправления, созданные в институте, широко представлены в клиниках России, стран СНГ, Германии, Италии, Испании, Израиля, США, Малайзии. Сейчас это международный проект, в который вовлечены исследователи многих стран.
Автор более 250 научных трудов.
Под его руководством защищено 27 кандидатских и 6 докторских диссертаций.

## Награды
- Премия Совета Министров СССР
- Премия Правительства Российской Федерации в области науки и техники (в составе группы, за 2005 год) — за создание, внедрение в производство и медицинскую практику новых высокоэффективных лекарственных препаратов на основе сверхмалых доз антител к эндогенным регуляторам[4]
- Заслуженный деятель науки Российской Федерации (2001)[5]